# Heinz Günder
Heinz Günder (* 25. Oktober 1904 in Erding; † 27. November 1972 in Krailling bei München) war ein deutscher Jurist und von 1960 bis 1968 Regierungspräsident von Unterfranken.

## Leben
Heinz Günder studierte Rechtswissenschaften an der Julius-Maximilians-Universität Würzburg und der Ludwig-Maximilians-Universität München (Mitglied der katholischen Studentenverbindung KDStV Aenania München), schloss das Studium 1927 ab, promovierte 1928 über „Die staatskirchenrechtliche Stellung der katholischen Volksschule in Bayern“ zum Dr. jur. und legte 1930 das Große juristische Staatsexamen ab. Zum 1. April 1931 erhielt er eine Anstellung als Regierungsassessor bei der Regierung von Schwaben und wurde zum 1. Juli 1933 Regierungsrat beim Bezirksamt Schwabmünchen. Dort im  Mai 1940 zunächst als kommissarischer Landrat eingesetzt, hatte er das Amt des Landrats definitiv vom 1. Dezember 1940 bis Kriegsende 1945/31. Januar 1949 inne. Günder musste Kriegsdienst als Kriegsverwaltungsrat leisten. Zum 1. Februar 1949 wurde er Regierungsrat im Präsidium der Bayerischen Landespolizei und am 1. Februar 1950 Oberlandpolizeirat. Er wechselte ins Staatsministerium des Innern und war dort am 1. April 1950 Oberregierungsrat. 01.07.1954 Regierungsvizepräsident bei der Regierung von Unterfranken, 01.11.1959 Präsident der Bayerischen Landpolizei,
Ab dem 1. Juli 1954 war er Regierungsvizepräsident bei der Regierung von Unterfranken und dort von 1960 bis 1968 Regierungspräsident. Am 1. November 1959 wurde er Präsident der Bayerischen Landespolizei.
Günder gilt als Förderer der Kunst- und Denkmalpflege, Geschichte und Heimatpflege in Franken. Er war auch ein bedeutender Unterstützer bei der Durchsetzung des Bayerischen Denkmalschutzgesetzes.
Sein Vater war der frühere unterfränkische Regierungspräsident Bruno Günder.

## Auszeichnungen
- Bayerischer Verdienstorden
- 1967: Ehrensenator der Universität Würzburg
- 1968: Goldenes Stadtsiegel der Stadt Würzburg